# Chùm bạc
Chùm bạc hay chum bạc, bạc, la loa (danh pháp hai phần: Bhesa robusta) là một loài thực vật thuộc họ Centroplacaceae (trước đây xếp trong họ Dây gối). Loài này có ở Ấn Độ, Indonesia, Malaysia, Myanma, Singapore, Thái Lan, Việt Nam, và có thể cả Bhutan.
Tại Việt Nam, loài này phân bố từ Phú Thọ đến Đồng Nai.
Đặc điểm: Cây gỗ lớn (cao 25 m đến 30 m), đường kính có thể đạt 1 m. Gỗ màu nâu vàng, nặng, thớ mịn và dễ nứt, sử dụng trong xây dựng. Cây có thể trồng làm cảnh.